# ボストーク (列車)
ボストーク号またはヴォストーク号（ボストークごう、ヴォストークごう、ロシア語: "Восток" ヴァストーク）とは、ロシア連邦の首都モスクワと中華人民共和国の首都北京をハルビン、瀋陽経由で結ぶロシア鉄道が運行する優等列車である。中国国内ではK19/20次列車（中国語: K19/20次列车）と称される。

## 概要
1954年1月31日に運行を開始し、車輛はロシア鉄道の新型車輛が使われている。モスクワのヤロスラフスキー駅を出発し、ザバイカリエ地方のタルスカヤ駅でシベリア鉄道本線と別れてタルスカヤ-ザバイカリスク支線に入り、ザバイカリスク駅と満洲里駅の間で中露国境を通過する。中国に入った後は浜洲線、京哈線、哈大線、瀋山線、津山線、京滬線を経由し、北京駅が終着となる。
ボストーク号の走行距離は8,985kmに及び、旅客列車としてはウラジオストク～ハリコフ間の列車とロシア号に次いで世界第3位の長さとなる。そのため所要時間も長く、北京発モスクワ行きが145時間13分（6日1時間13分）で、土曜日深夜に北京を発ち、翌週金曜日の夕方にモスクワに到着する。一方、モスクワ発北京行きの所要時間は142時間51分（5日22時間51分）で、金曜日深夜にモスクワを発ち、翌週金曜日の早朝に北京に到着する。

## 歴史

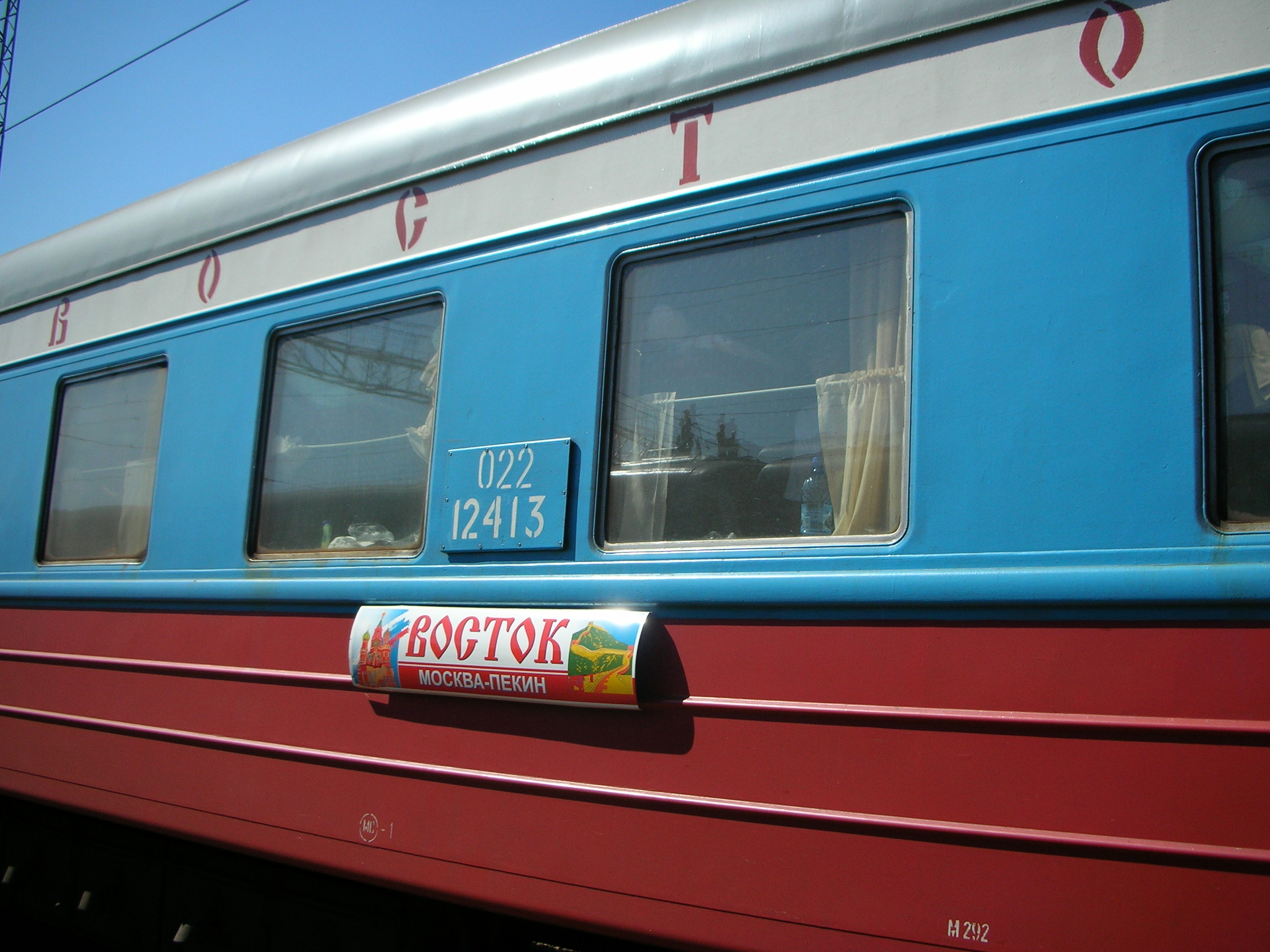
2008年以前に使用されていた車輛

1949年5月1日、北平駅（現在の中国鉄道博物館正陽門館）～瀋陽南駅間で1/2次旅客列車が運行を開始した。運行開始当初、1/2次旅客列車は天津鉄路局の担当であったが、同年11月1日に運行区間が満洲里駅まで延長され、チチハル鉄路局の担当に変わった。この時点で、1/2次旅客列車は7輛編成の客車で運用され、走行距離2,323kmであった。
1950年7月18日、中国とソ連は鉄道連絡運輸に関する会談を北京で行った。会談の結果、中ソ鉄道連絡運輸協定（中苏铁路联运协定）が締結され、旅客や荷物、貨物輸送について細かい規則が定められた。1951年4月1日には正式に中ソ鉄道連絡運輸が開始され、貨物列車の直通運転が行われるようになったが、旅客については依然として満洲里での乗り換えが必要な上、切符の取り扱いも中国とソ連でそれぞれ別のままであった。
1953年7月16日、中ソ間でモスクワ～北京直通旅客列車の運転についての会談が行われ、8月6日に議定書が交わされた。これを受けて、同年10月に中国鉄道部国際連絡運輸局（中国铁道部国际联运局）はハルビンに国際鉄道連絡運輸講習班（国际铁路联运讲习班）を開設し、関係鉄路局、各停車駅、税関などの職員200人あまりを参加させ、国際列車運転開始に向けての準備を行った。そして12月7日にはモスクワ発北京行き直通旅客列車の試運転列車が北京に到着した。

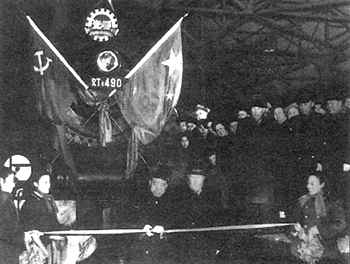
1954年1月31日、北京～モスクワ直通列車運行開始記念式典

1954年1月31日、北京～モスクワ直通旅客列車が正式に運行を開始し、北京駅で記念式典が執り行われた。運行ダイヤは北京～満洲里間の1/2次旅客列車のダイヤがそのまま使用され、運行はソ連国鉄が担当し、週2回運行とされたが後に週3回運行に増発された。出入国審査はザバイカリスク駅と満洲里駅で行われ、所要時間214時間（8日22時間）、全走行距離9,050kmと当時の世界最長距離国際列車となった。
1969年9月1日、ボストーク号の列車番号が変更され、中国国内では19/20次、ソ連国内では17/18に改められた上、週1回運行に減らされた。これは中ソ対立によるもので、列車番号1/2次の列車は北京から毛沢東の故郷に近い湖南省長沙との間を結ぶ特快列車に変更され、現在もそのままである。なお、車輛と乗務員はソ連国鉄担当のままとされたが、この改正から中国国内区間では北京鉄路局による郵便車、食堂車、硬包車（2等個室寝台車）が連結されるようになった。その後、1983年6月1日に中ソ間で列車番号が統一され19/20次列車となり、1989年6月4日には、ソ連国鉄によってボストーク号は週2回運行に増発されたが、1996年4月に週1回運行に戻っている。
1991年のソビエト連邦の崩壊後、ボストーク号の運行は1992年1月20日からロシア連邦運輸通信省の担当となったが、2003年9月18日にはロシア連邦鉄道事業の再編に伴い、ロシア鉄道子会社の連邦旅客企業体公開株式会社の担当となった。
2000年10月21日、中国鉄道部は第三次大提速（ダイヤ改正）を行い、ボストーク号の中国国内での列車番号が現行のK19/20次に変更された。2008年1月16日には車輛の更新が行われ、老朽化していたドイツ製車輛を全て置き換えた。2019年12月9日のダイヤ改正でチタ～北京間は319/320次列車となり、モスクワ～チタ間はロシア号に併結するようになった。あわせて、ボストーク号の愛称は付与されなくなった。

## 列車編成

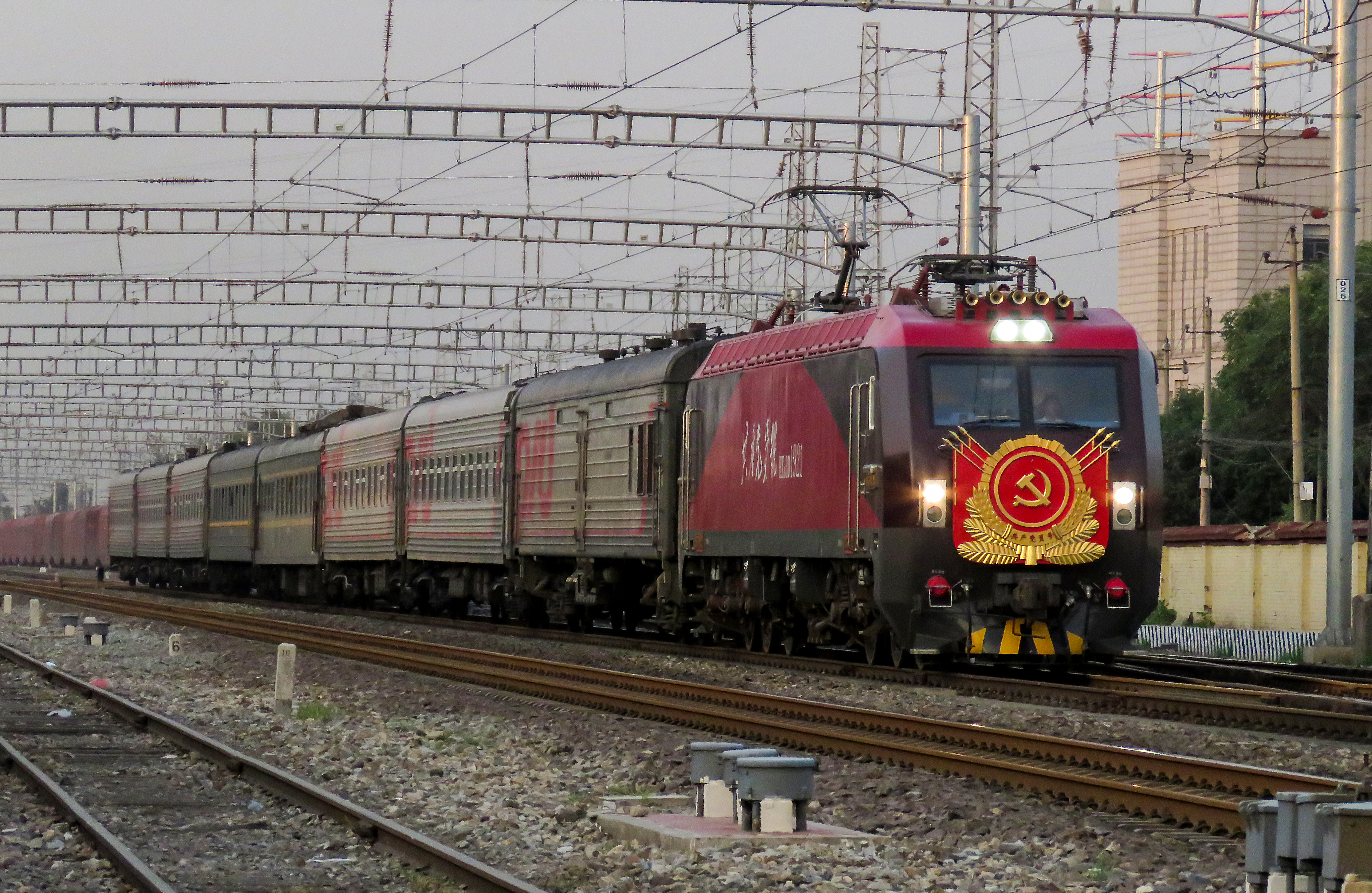
豊台南信号場付近を走行中のK20次列車（共産党員号）

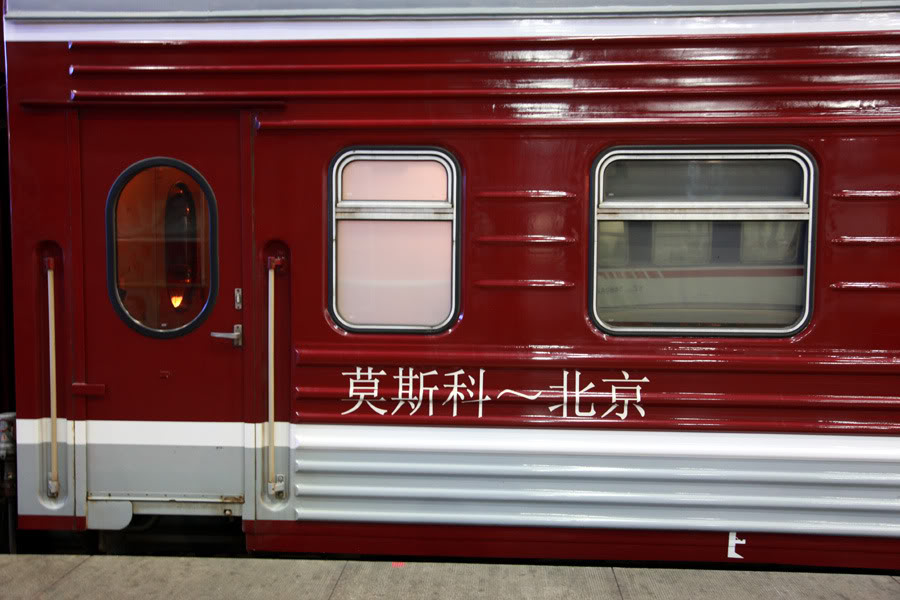
モスクワ～北京間で運用される車輛（1～3号車）

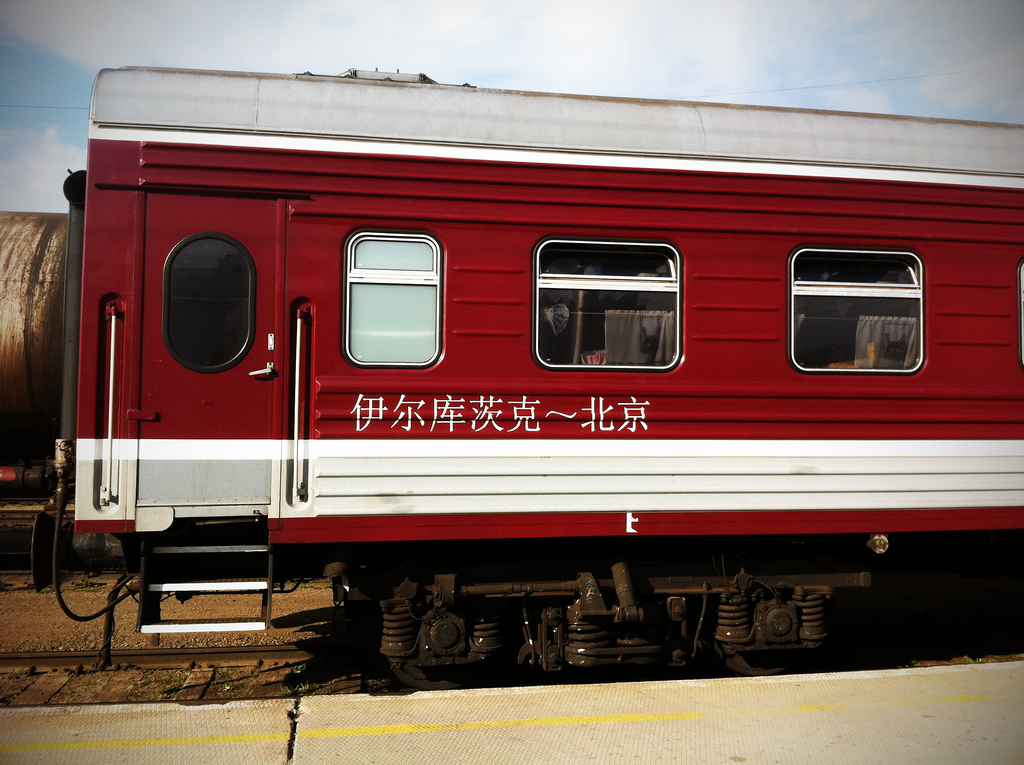
イルクーツク～北京間で運用される車輛（16～18号車）

ソ連時代以来、ボストーク号はドイツ製の旧型車輛で運行されていたが、2008年1月16日にロシア鉄道の新型車輛に置き換えられた。その中でもMECT18高級軟臥車（特等寝台車）は2人用個室で、1輛の定員は18人である。MECT36硬臥車（2等寝台車）は4人用個室で1輛の定員は36人である。
この他にも新型客車には各車輛に監視カメラ、電話、火災報知機及び障碍者用トイレが装備され、高級軟臥車にはロシア風のシャンデリアやシャワー室が整備された。
列車はモスクワ～ザバイカリスク間では17輛編成で、その内訳は硬臥車13輛、高級軟臥車2輛、荷物車及び食堂車各1輛である。ザバイカリスクでは食堂車1輛と硬臥車2輛（8、9号車）が切り離され、中国に入って最初の駅である満洲里駅で中国国鉄18系客車の食堂車及び硬臥車（6号車）各1輛が連結される。
また、かつてはモスクワ発平壌行きの高級軟臥車（10号車）及び硬臥車（11号車）各1輛がボストーク号に連結されていた。平壌行きの客車は瀋陽駅で分割・併合され、瀋陽～平壌間はK27/28次列車と併結して運行されていたが、乗客が少ない事などを理由に2010年12月20日に廃止された。
ロシア鉄道の軌間は1520mmだが、中国鉄道の軌間は1435mmであるため、ボストーク号は北京行きモスクワ行き共にザバイカリスク駅で台車の交換が行われる。さらにザバイカリスク駅ではロシアの出入国審査が行われるため、6時間以上の長時間停車を余儀なくされる。

### 牽引機
| 区間                     | 北京 ↔ ハルビン                      | ハルビン ↔ 満洲里                         | 満洲里 ↔ ザバイカリスク                             |
| 機関車 所属 機関士交代駅 | HXD3D 1921 瀋陽鉄路局瀋陽機務段 瀋陽 | HXD3D型 ハルビン鉄路局三棵樹機務段 三棵樹 | 東風4B型 HXN5型 ハルビン鉄路局チチハル機務段 満洲里 |

### 客車
| 運行区間   | モスクワ↔北京 | モスクワ↔北京               | モスクワ↔北京                    | 満洲里↔北京 | 満洲里↔北京               | モスクワ↔ザバイカリスク | モスクワ↔ザバイカリスク     |
| 号車番号   | なし          | 1-3                         | 4-5                              | なし        | 6                         | なし                    | 8-9                         |
| 車輛の種類 | MECT 荷物車   | MECT36 硬臥車 （2等寝台車） | MECT18 高級軟臥車 （特等寝台車） | CA18 食堂車 | YW18 硬臥車 （2等寝台車） | MECT 食堂車             | MECT36 硬臥車 （2等寝台車） |

| 運行区間   | モスクワ↔北京              | チェリャビンスク↔北京      | ノヴォシビルスク↔北京      | イルクーツク↔北京          | チタ↔北京                  |
| 号車番号   | 12-13                      | 14                         | 15                         | 16-18                      | 19                         |
| 車輛の種類 | MECT36 硬臥車（2等寝台車） | MECT36 硬臥車（2等寝台車） | MECT36 硬臥車（2等寝台車） | MECT36 硬臥車（2等寝台車） | MECT36 硬臥車（2等寝台車） |

## 時刻表
- 2013年7月現在。なお、ロシア領内は全てモスクワ時間で記してあり、北京時間との時差は5時間である。

| K19次（モスクワ行き） | K19次（モスクワ行き） | K19次（モスクワ行き） | K19次（モスクワ行き） | 停車駅                                                  | K20次（北京行き） | K20次（北京行き） | K20次（北京行き） | K20次（北京行き） |
| 走行距離              | 曜日                  | 到着時間              | 出発時間              | 停車駅                                                  | 到着時間          | 出発時間          | 曜日              | 走行距離          |
| --------------------- | --------------------- | --------------------- | --------------------- | ------------------------------------------------------- | ----------------- | ----------------- | ----------------- | ----------------- |
| 0                     | 土曜日                | —                     | 23:00                 | 北京                                                    | 05:46             | —                 | 金曜日            | 8981              |
| 137                   | 日曜日                | 00:35                 | 00:41                 | 天津                                                    | 03:52             | 04:08             | 金曜日            | 8844              |
| 260                   | 日曜日                | 02:03                 | 02:06                 | 唐山                                                    | 02:19             | 02:27             | 金曜日            | 8721              |
| 433                   | 日曜日                | 04:07                 | 04:13                 | 山海関                                                  | 00:14             | 00:22             | 金曜日            | 8548              |
| 617                   | 日曜日                | 06:11                 | 06:15                 | 錦州                                                    | 22:11             | 22:16             | 木曜日            | 8364              |
| 859                   | 日曜日                | 08:47                 | 08:55                 | 瀋陽                                                    | 19:18             | 19:33             | 木曜日            | 8122              |
| 1047                  | 日曜日                | 10:52                 | 10:55                 | 四平                                                    | 17:13             | 17:19             | 木曜日            | 7934              |
| 1162                  | 日曜日                | 12:21                 | 12:29                 | 長春                                                    | 15:49             | 16:00             | 木曜日            | 7819              |
| 1408                  | 日曜日                | 15:04                 | 15:29                 | ハルビン                                                | 12:51             | 13:17             | 木曜日            | 7573              |
| 1567                  | 日曜日                | ↓                     | ↓                     | 大慶                                                    | ↑                 | ↑                 | 木曜日            | 7414              |
| 1678                  | 日曜日                | 19:00                 | 19:08                 | 昂昂渓                                                  | 09:27             | 09:35             | 木曜日            | 7303              |
| 1947                  | 日曜日                | 22:56                 | 23:04                 | 博克図                                                  | 05:34             | 05:40             | 木曜日            | 7034              |
| 2157                  | 月曜日                | 02:06                 | 02:14                 | ハイラル                                                | 02:38             | 02:44             | 木曜日            | 6824              |
| 2343                  | 月曜日                | 04:18                 | 07:01                 | 満洲里                                                  | 18:30             | 00:34             | 水曜日            | 6638              |
| 2355                  | 月曜日                | 02:26                 | 09:13                 | ザバイカリスク                                          | 08:07             | 13:06             | 水曜日            | 6626              |
| 2441                  | 月曜日                | 11:50                 | 12:10                 | ボルジャ                                                | 05:04             | 05:24             | 水曜日            | 6540              |
| 2528                  | 月曜日                | 13:55                 | 13:57                 | ヤスノゴルスク                                          | ↑                 | ↑                 | 水曜日            | 6453              |
| 2540                  | 月曜日                | 14:17                 | 14:19                 | オロビャンナヤ                                          | ↑                 | ↑                 | 水曜日            | 6441              |
| 2611                  | 月曜日                | 16:05                 | 16:07                 | モゴイトゥイ                                            | ↑                 | ↑                 | 水曜日            | 6370              |
| 2688                  | 月曜日                | 18:08                 | 18:49                 | カルィムスコエ                                          | 23:00             | 23:30             | 火曜日            | 6293              |
| 2782                  | 月曜日                | 20:43                 | 21:08                 | チタ                                                    | 20:46             | 21:11             | 火曜日            | 6199              |
| 3049                  | 火曜日                | 01:23                 | 01:38                 | ヒロク                                                  | 16:05             | 16:24             | 火曜日            | 5932              |
| 3197                  | 火曜日                | 04:00                 | 04:02                 | ペトロフスク・ザバイカリスキー                          | 13:35             | 13:37             | 火曜日            | 5784              |
| 3339                  | 火曜日                | 06:08                 | 06:33                 | ウラン・ウデ                                            | 11:00             | 11:30             | 火曜日            | 5642              |
|                       | 火曜日                | ↓                     | ↓                     | セレンガ川                                              | ↑                 | ↑                 | 火曜日            |                   |
| 3669                  | 火曜日                | 11:02                 | 11:04                 | スリュジャンカ                                          | 06:30             | 06:32             | 火曜日            | 5312              |
| 3796                  | 火曜日                | 13:10                 | 13:40                 | イルクーツク                                            | 03:55             | 04:25             | 火曜日            | 5185              |
| 4041                  | 火曜日                | 17:35                 | 18:05                 | ジマ                                                    | 23:51             | 00:21             | 月曜日            | 4940              |
| 4301                  | 火曜日                | 21:32                 | 21:44                 | ニジニウディンスク                                      | 20:16             | 20:28             | 月曜日            | 4680              |
| 4606                  | 水曜日                | 02:20                 | 02:40                 | イランスキー                                            | 15:15             | 15:37             | 月曜日            | 4375              |
| 4638                  | 水曜日                | 03:15                 | 03:17                 | カンスク・エニセイスキー                                | 14:40             | 14:42             | 月日              | 4343              |
| 4719                  | 水曜日                | 04:28                 | 04:30                 | ザオジョールナヤ                                        | 13:30             | 13:32             | 月曜日            | 4262              |
|                       | 水曜日                | ↓                     | ↓                     | エニセイ川 （クラスノヤルスク橋）                       | ↑                 | ↑                 | 月曜日            |                   |
| 4883                  | 水曜日                | 07:01                 | 07:24                 | クラスノヤルスク                                        | 10:25             | 10:47             | 月曜日            | 4098              |
| 5064                  | 水曜日                | 10:14                 | 10:16                 | アチンスク                                              | 07:37             | 07:39             | 月曜日            | 3917              |
| 5266                  | 水曜日                | 13:07                 | 13:32                 | マリインスク                                            | 04:25             | 04:50             | 月曜日            | 3715              |
|                       | 水曜日                | ↓                     | ↓                     | トミ川                                                  | ↑                 | ↑                 | 月曜日            |                   |
| 5646                  | 水曜日                | 19:07                 | 19:37                 | ノヴォシビルスク                                        | 22:42             | 23:12             | 日曜日            | 3335              |
|                       | 水曜日                | ↓                     | ↓                     | オビ川 （オビ川鉄橋）                                   | ↑                 | ↑                 | 日曜日            |                   |
| 5941                  | 水曜日                | 22:45                 | 23:08                 | バラビンスク                                            | 18:54             | 19:17             | 日曜日            | 3040              |
| 6269                  | 木曜日                | 02:59                 | 03:14                 | オムスク                                                | 14:51             | 15:06             | 日曜日            | 2712              |
|                       | 木曜日                | ↓                     | ↓                     | エルティシ川                                            | ↑                 | ↑                 | 日曜日            |                   |
| 6548                  | 木曜日                | ↓                     | ↓                     | イシム川                                                | ↑                 | ↑                 | 日曜日            | 2433              |
| 6550                  | 木曜日                | 06:38                 | 06:50                 | イシム                                                  | 10:53             | 11:05             | 日曜日            | 2431              |
| 6837                  | 木曜日                | 10:20                 | 11:00                 | チュメニ                                                | 06:43             | 07:13             | 日曜日            | 2144              |
| 7165                  | 木曜日                | 15:15                 | 15:38                 | エカテリンブルク                                        | 02:00             | 02:23             | 日曜日            | 1816              |
| 7205                  | 木曜日                | ↓                     | ↓                     | ヨーロッパ・アジアオベリスク （ヨーロッパ・アジア境界） | ↑                 | ↑                 | 日曜日            | 1777              |
| 7545                  | 木曜日                | 21:06                 | 21:26                 | ペルミ                                                  | 20:17             | 20:37             | 土曜日            | 1437              |
| 7551                  | 木曜日                | ↓                     | ↓                     | カマ川                                                  | ↑                 | ↑                 | 土曜日            | 1431              |
| 7787                  | 金曜日                | 01:16                 | 01:39                 | バレジノ                                                | 16:17             | 16:40             | 土曜日            | 1194              |
| 8024                  | 金曜日                | 04:55                 | 05:10                 | キーロフ                                                | 12:25             | 12:40             | 土曜日            | 957               |
|                       | 金曜日                | ↓                     | ↓                     | ヴォルガ川                                              | ↑                 | ↑                 | 土曜日            |                   |
| 8520                  | 金曜日                | 10:59                 | 11:09                 | ニジニ・ノヴゴロド                                      | 06:00             | 06:10             | 土曜日            | 461               |
| 8771                  | 金曜日                | 14:29                 | 14:52                 | ウラジーミル                                            | 02:54             | 03:17             | 土曜日            | 210               |
| 8981                  | 金曜日                | 18:13                 | —                     | モスクワ（ヤロスラフスキー駅）                          | —                 | 23:55             | 金曜日            | 0                 |

## 事件
2003年7月13日早朝、3人の男がモスクワ発北京行きのボストーク号に乗車した。その後13日夜から14日午後にかけて、3人の男は中国人客のいる4人用個室内で乗客に対し強盗行為を働き、7,400ルーブル、200米ドル、100人民元を盗んだ後、15日にロシアのチタで列車を降りて逃走した。被害者は留学生やロシアで商売をしている商人であり、ボストーク号が中国領内に入った後、被害者たちは中国の公安に通報した。公安はロシアの列車乗務員に犯人たちのパスポートナンバーなどの情報を提供してもらい、国境の各イミグレーションに通報した。
その後、2003年12月16日に犯人たちは満洲里から中国に入国する際に逮捕された。2004年11月15日、北京鉄路運輸法院は犯人たちに対し、懲役13年、政治的権利の剥奪3年、罰金2万元の判決を言い渡した。

## 脚註
1. ↑  『中国鉄道大全 中国鉄道10万km徹底ガイド』 p35
2. ↑  『2013.07 全国铁路旅客列车时刻表』 p358
3. ↑  1954年1月31日 北京——莫斯科直达旅客列车正式通车. 人民网. 2003年8月1日.
4. ↑  『中国鉄道大全 中国鉄道10万km徹底ガイド』 p31
5. ↑  快速列车新旧车次对照表<一>. 搜狐. 2000年11月06日.
6. ↑  K19/20次国际列车更换新型车 Archived 2012年9月7日, at Archive.is. 铁道网. 2008年2月13日.
7. ↑  “https://twitter.com/rail900/status/1182622369254264832”. Twitter. 2020年7月24日閲覧。
8. ↑   European Rail Timetable Winter 2019/2020. European Rail Timetable Limited. (2019/12/24)
9. ↑  K19/20次国际列车（北京至莫斯科）换新装 Archived 2012年7月22日, at Archive.is. 华人报报. 2008年1月27日.
10. ↑  K20/19次国际列车中取消俄朝联运车厢 Archived 2013年11月3日, at the Wayback Machine.. 内蒙古满洲里市人民政府. 2011年3月18日.
11. ↑  通行满洲里. 中国广播网. 2009年12月18日.
12. ↑  莫斯科至北京国际列车抢劫案宣判. 中国法院网. 2004年11月22日.